# Ginkgo biloba

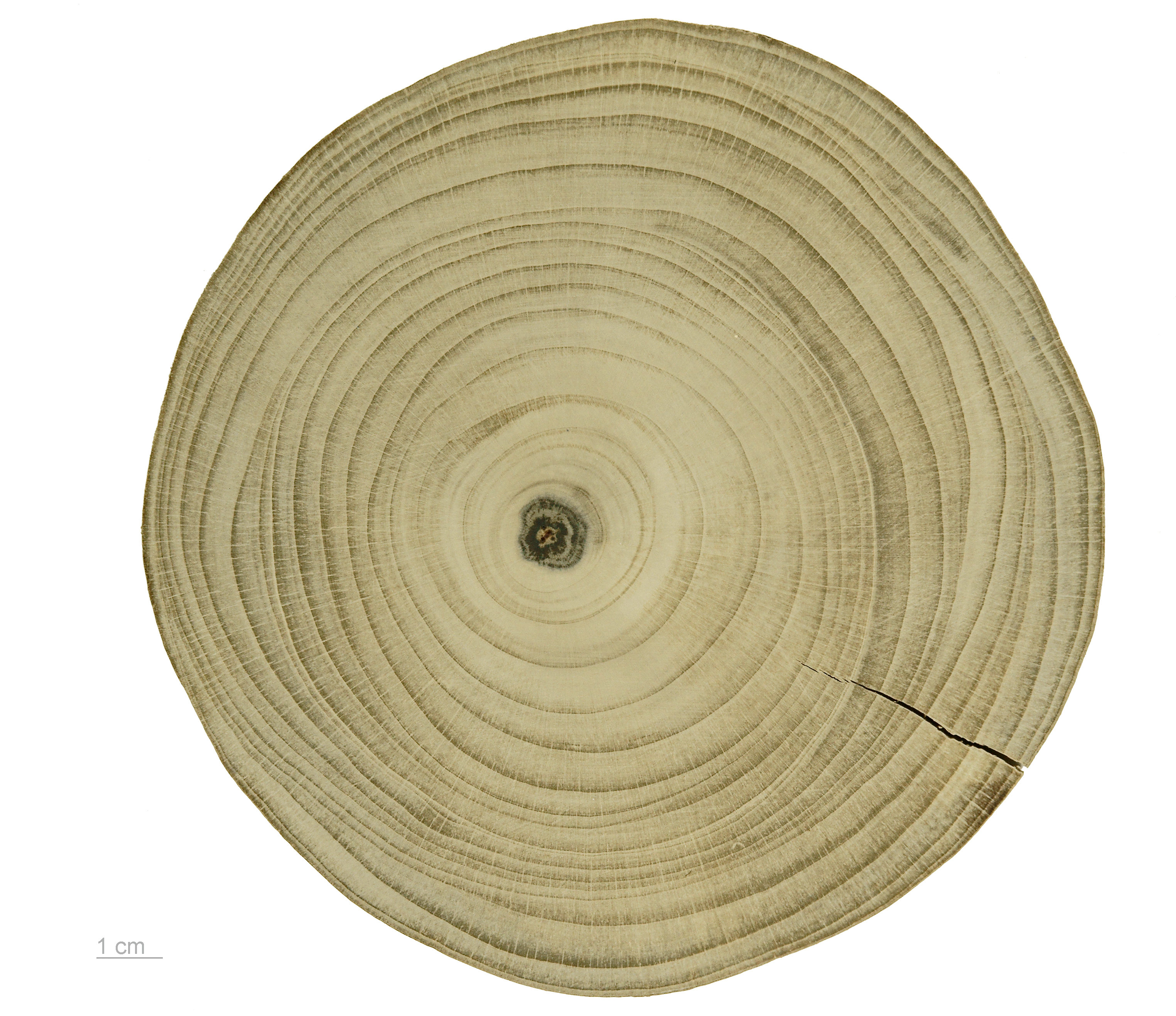
Secció d'un tronc

El ginkgo (Ginkgo biloba) és una espècie de gimnosperma, la única espècie vivent de la divisió Ginkgophyta, de la classe Ginkgoopsida, de l'ordre Ginkgoales, de la família Ginkgoaceae i del gènere Ginkgo. No té cap parent proper viu i és un excel·lent exemple de fòssil vivent, d'una branca evolutiva que es va separar de la resta de plantes fa com a mínim uns 270 milions d'anys.
Originària de la Xina, la planta és cultivada i es va introduir d'hora en la història humana. Durant segles es cregué extingit, però ara se sap que creix en la natura com a mínim en dues petites zones a Zhejiang, província a l'est de la Xina, a la reserva de Tian Mu Shan. Tanmateix, com que en aquesta àrea hi ha hagut activitat humana durant uns mil anys, l'estat dels ginkgos salvatges és del tot incert.
Té diversos usos, tant en la gastronomia, com en la medicina tradicional xinesa i es planta també com a ornamental.
Ginkgo en xinès significa 'albercoc de plata' i es creu que el seu nom ve d'una versió llatinitzada de l'ideograma xinès Yin Hsing. Biloba ve del llatí "bi", dos i "loba", 'lòbul': fulla bilobada.

## Morfologia

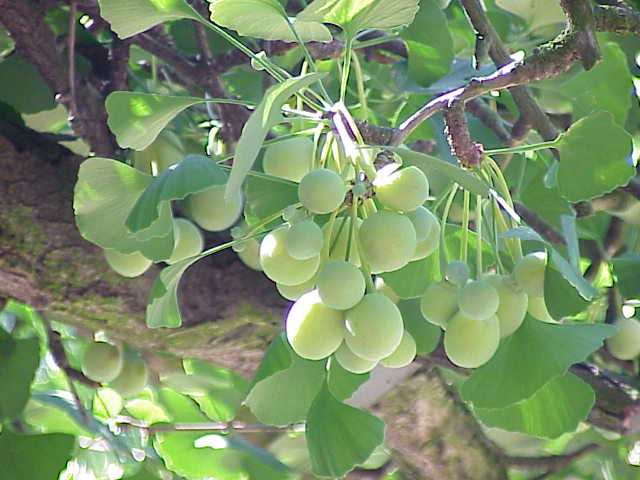
Fruits i fulles de ginkgo.

El ginkgo és un arbre dioic, caducifoli, amb el tronc erecte i ramificat. Té macroblasts i braquiblasts. La seva escorça és de color marró clar a fosc i té fissures reticulars i rugoses, que en els arbres vells ens recorda el suro. El reconeixem a primer cop d'ull per les seves fulles flabel·lades, que prenen un color groc daurat a la tardor.
El peu femení té un port més rabassut i atapeït que el masculí, fet insòlit en el món de les plantes superiors, en les quals no hi ha caràcters sexuals secundaris aparents. Aquests arbres tenen un tronc central, de forma piramidal els femenins, i amb una capçada ampla els masculins. Poden tenir de 30 a 40 metres d'alçària (alguns espècimens a la Xina superen els 50 m) i una circumferència de fins a 4 metres. Tenen arrels axonomorfes, molt profundes, que resisteixen el vent i el pes de la neu. Alguns ginkgos vells produeixen arrels aèries, conegudes com a txitxi. El creixement dels txitxis és molt lent, i pot durar centenars d'anys. La seva funció, si és que en tenen, és desconeguda avui dia.
Les tiges creixen quasi en angles rectes i són relativament llises, amb un color que pot anar del marró al gris.
Les fulles tenen un pecíol llarg, són alternes i flabel·lades, ens recorden un ventall, tenen una nervació dividida dicotòmicament, com algunes falgueres, cosa que representa un senyal d'arcaisme. Tenen un color verd clar intens per les dues cares, que es torna groc a la tardor.
És una gimnosperma dioica (o sigui, les flors femenines i masculines estan en arbres diferents). Les inflorescències neixen damunt dels braquiblasts. Les masculines són grogues i pengen agrupades en aments (forma d'espiga). Les flors consten d'un eix llarg amb nombrosos estams, que es disposen helicoidalment. Els grans de pol·len produeixen, una vegada germinats, dos espermatozoides pluriflagel·lats. Les inflorescències femenines tenen uns peduncles llargs i es troben en grups de dos o tres a les puntes de les tiges rectes. Les flors són biovulades, sense periant i estan disposades a l'extrem d'un eix a la part superior de les branques. Necessiten un medi aquós per a la fecundació.
El fruit, quan madura, ens recorda una petita pruna de color groc; no apareix abans dels 30 anys de vida de l'arbre i és ple de reserves alimentàries; la llavor és comestible. El fruit del ginkgo fa una fetor semblant a la mantega rància (àcid butíric, càpric i valèric), és per això que només s'acostuma a plantar-ne els peus masculins. No es pot considerar un veritable fruit, sinó una llavor una mica especial, ja que l'embrió no té cap estadi de repòs. El seu creixement comença des del moment de la fecundació i continua regularment, cosa que no passa en les plantes més evolucionades. És per això que no es poden guardar, ni es venen llavors de ginkgo.

## Ecologia

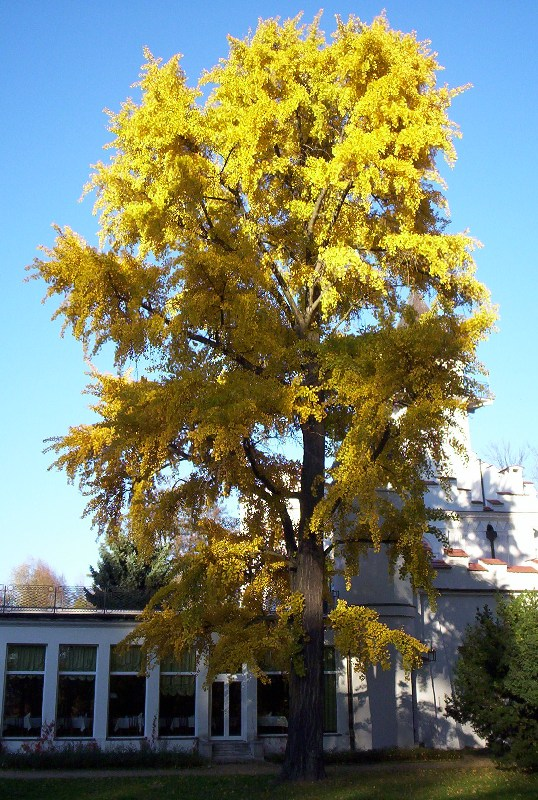
Ginkgo a la tardor.

El ginkgo és originari de la Xina i el Japó, però actualment no es reprodueix en estat salvatge. Avui en dia només forma boscos, aparentment naturals, en aquests països. S'ha conservat fins als nostres dies gràcies als monestirs xinesos que el veneren com a arbre sagrat. En alguns temples hi ha exemplars mil·lenaris.
Es conserva molt bé cultivat com a arbre ornamental i el podem trobar en tot el món plantat als parcs i jardins. El primer encontre dels europeus amb l'arbre fou el 1690 als jardins dels temples japonesos, on l'arbre fou vist pel botànic alemany Engelbert Kaempfer. Al segle xviii, es va introduir a França i un dels primers exemplars es va plantar a la Universitat de Montpeller.
Es conrea en zones càlides del planeta com a arbre ornamental, per la seva fortalesa i la facilitat d'adaptar-se als climes urbans. Rarament pateixen malalties i gairebé mai són atacats per insectes.
El ginkgo és l'arbre oficial de la ciutat de Kumamoto, i dues fulles formen el símbol de la Universitat de Tòquio, el campus de la qual és famós pels nombrosos ginkgos que hi són plantats.
Els ginkgos també són populars per fer-los créixer com penjings i bonsais. A Catalunya està plantat, com a arbre ornamental, als carrers, parcs o jardins de diverses localitats. A Barcelona, és present a la Via Augusta, al parc Cervantes, al parc de la Ciutadella i al Zoo de Barcelona, al carrer Garriga i Roca... fins i tot a la Facultat de Farmàcia. En total, als carrers de la ciutat de Barcelona n'hi ha 189 exemplars. A Girona, n'hi ha al carrer de la Creu (el 2006, els exemplars de peus femenins van ser substituïts per masculins a causa de les queixes veïnals que havia provocat la pudor dels fruits).
Exemples extrems de la tenacitat del ginkgo es poden veure a Hiroshima, on quatre arbres que creixien a 1,5 km d'on va caure la bomba atòmica el 1945 es compten entre els pocs supervivents a l'àrea de l'explosió. Mentre que totes les altres plantes i animals van ser destruïts a l'àrea, el ginkgos, tot i que recremats, van sobreviure i avui en dia encara viuen i són del tot sans.

## Farmacologia

### Composició química
Els principis actius els trobem a les fulles. Es poden preparar extractes fluids o secs. No es recomana preparar infusions amb les fulles directament, ja que no tenen prou concentració dels principis actius. Són els següents:
- Protoantocianidines. Especialment leucoantocianidines.
- Flavonoides (flavonols, flavones i biflavones) dels quals en destaquem el kampferol, quercetina i isorhamnetina.
- Terpens (lactones polícliques principals).
- Sesquiterpens i diterpens (ginkgòlids) A, B, C, J, M i bilobàlid. El més abundant és el ginkgòlid B.
- Àcids orgànics.
- Àcids felònics derivats de l'àcid cinàmic.
- Tanins catètics.
- Esteroides.
- Altres: àcid ginkgòlid i bilobol.

### Medicina tradicional
El ginkgo s'ha utilitzat en la medicina tradicional xinesa almenys des del segle XI d.C. Les llavors, les fulles i els fruits secs de ginkgo s'han utilitzat tradicionalment per tractar diverses malalties, com ara la demència, l'asma, la bronquitis i els trastorns renals i de la bufeta. Tanmateix, no hi ha proves concloents que el ginkgo sigui útil per a cap d'aquestes condicions.
El Comitè de Medicaments d'Herbes de l'Agència Europea de Medicaments va concloure que els medicaments que contenen fulles de ginkgo es poden utilitzar per tractar la demència lleu relacionada amb l'edat i la malaltia vascular perifèrica lleu en adults després que un metge hagi exclòs condicions greus.

### Toxicitat
L'àcid ginkgòlic contingut en l'extracte de fulles de Ginkgo biloba s'ha identificat com un agent tòxic que farmacopees Xineses, Europees i Estatunidenques recomanen mantenir en una concentració per sota de 5 μg g -1.